# Шайдон
Шайдон (Ашт, тадж. Шайдон) — посёлок городского типа в Таджикистане. Административный центр джамоата Шайдон и Аштского района Согдийской области. Расположен у подножия Кураминского хребта. Был консервный завод, который сейчас не работает.

## Население
| 2021   | 2022   |
| ------ | ------ |
| 16 800 | 16 900 |

## Уроженцы
- Адинамухаммад Мадан — поэт.
- Махмуджон Вахидов — актёр.